# پریمان (مریلند)
پریمان (به انگلیسی: Perryman) شهری در ایالت مریلند کشور ایالات متحده آمریکا است که جمعیت آن در سرشماری سال ۲۰۱۰ میلادی، ۲٬۳۴۲ نفر بوده‌است.